# Gryżów
Gryżów (niem. Greisau) – wieś w Polsce położona w województwie opolskim, w powiecie nyskim, w gminie Korfantów.

## Historia
Wieś wzmiankowana była po raz pierwszy w XIV w. Obok wsi, na terenie Piorunkowic, nikłe ślady zamku obronnego „Gryżów”, zniszczonego w czasie powstania husyckiego. W 1560 r. tutejsi chłopi sprzeciwili się włączeniu ich gruntów w skład nyskiego księstwa biskupiego. Przywódców buntu uwięziono, a następnie wygnano z terenów "państwa biskupiego".

## Zabytki
Do wojewódzkiego rejestru zabytków wpisany jest kościół fil. pw. św. Mateusza, z poł. XIII w., XVII/XVIII w.

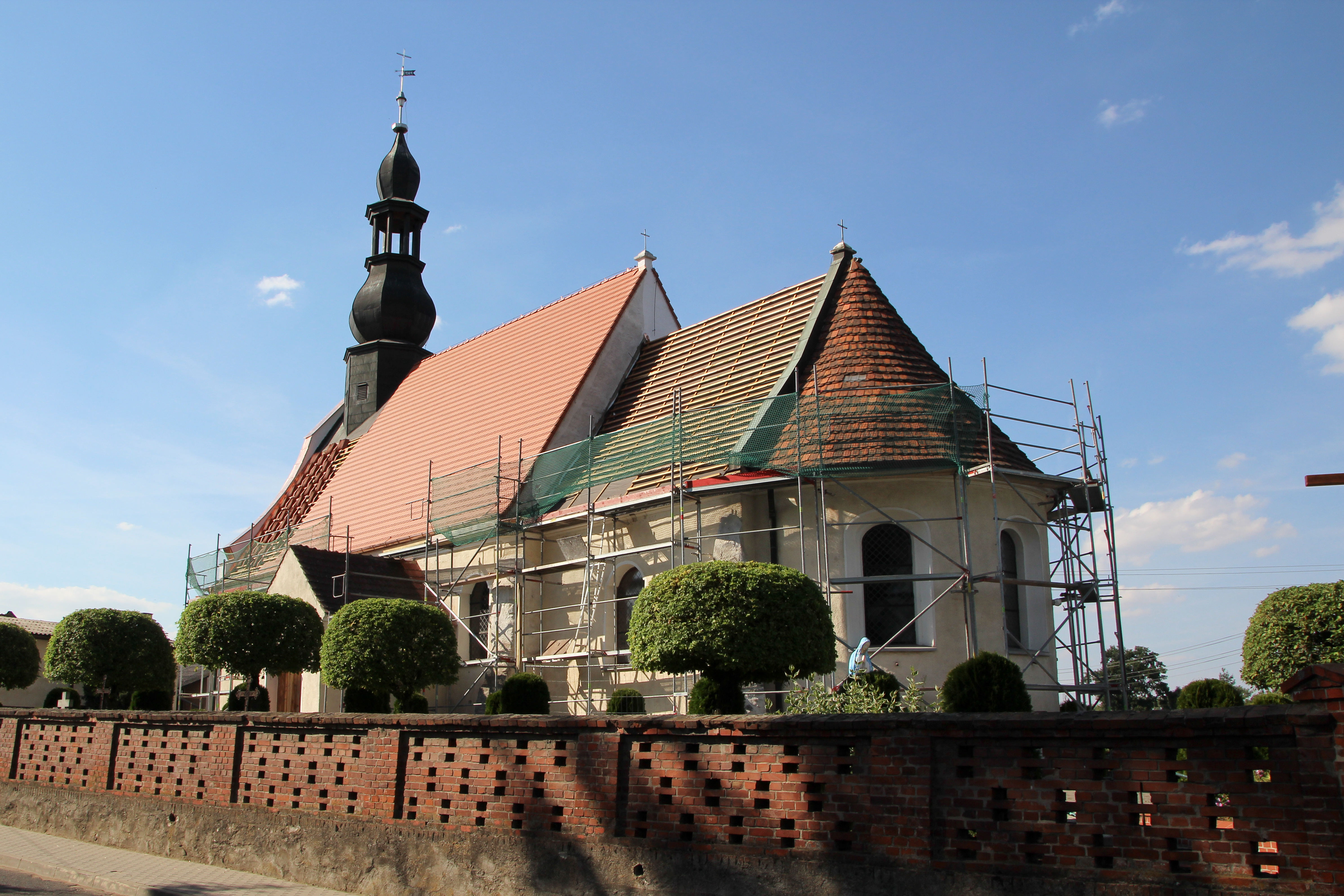
Kościół fil. pw. św. Mateusza

## Gospodarka
W Gryżowie siedzibę ma firma Mechanika Samochodowa Michał Głowacz, zrzeszona w Cechu Rzemieślników i Przedsiębiorców w Prudniku.

## Religia
W Gryżowie znajduje się katolicki kościół św. Mateusza, który należy do parafii św. Katarzyny w Lipowej (dekanat Prudnik).